# Colpo d'amore
Colpo d'amore (The Love Punch) è un film del 2013, scritto e diretto da Joel Hopkins.

## Trama
Richard e Kate Jones sono divorziati e hanno due figli, Sophie e Matt. Quando la compagnia di Richard viene venduta a Vincent Kruger, un imprenditore francese corrotto e senza scrupoli, questo fa sparire tutto il denaro della compagnia. Per riavere i propri soldi, la coppia - con l'aiuto di alcuni amici - decide di rubare il diamante del valore di 10 milioni di dollari che Vincent aveva intenzione di regalare alla sua fidanzata, Manon Fontane.
L'impresa riesce e, dopo aver passato varie avventure insieme, Richard e Kate capiscono di amarsi ancora e prima di tornare alla loro vita di tutti i giorni decidono di fare un viaggio intorno al mondo.

## Accoglienza e distribuzione

### Accoglienza
Colpo d'amore ha ricevuto prevalentemente recensioni negative dalla critica, e su Rotten Tomatoes ha il 27% di freschezza su 51 recensioni. In totale, ha riscosso al botteghino inglese 4.8 milioni di dollari.

### Distribuzione
Il film è stato presentato il 12 settembre 2013 al Toronto International Film Festival, e successivamente trasmesso nei cinema inglesi su distribuzione Entertainment One, dal 18 aprile 2014. In Italia, il film è stato trasmesso il 22 novembre 2016 su Rete 4, in Prima TV.

#### Edizione italiana
L'edizione italiana del film è a cura di Alberto Porto, ed è stata doppiata dalla Sefit, su direzione del doppiaggio di Vittorio De Angelis e dialoghi di Nadia Capponi.